# Genyomyrus donnyi
El Genyomyrus donnyi es una especie de pez elefante africano de la familia Mormyridae que se constituye en el único miembro de su género; junto con los peces de los géneros Hyperopisus y Myomyrus, tiene una pequeña área de distribución en el centro del río Congo. De acuerdo a la IUCN, el estado de conservación de esta especie puede catalogarse en la categoría de «menos preocupante (LC o LR/lc)».
Respecto a su morfología, puede alcanzar un tamaño de 45 cm; además, posee un cerebelo —o mormyrocerebellum— de gran tamaño, con un cerebro de tamaño proporcional al cuerpo comparable al de los humanos, relacionándose probablemente con la interpretación de señales bio-eléctricas.
Además, los canales semicirculares del oído interno tienen una estructura inusual y están relacionados con la presencia de una vejiga llena de gas completamente separada de la vejiga natatoria.